# باشگاه فوتبال اسپورتینگ سن میگلیتو
باشگاه فوتبال اسپورتینگ سن میگلیتو یک تیم فوتبال حرفه‌ای پانامایی است که در لیگ فوتبال پاناما بازی می‌کند. این تیم در سال ۱۹۸۹ تأسیس شد و در منطقه سن میگلیتو در استان پاناما قرار دارد.